# Площадь Свободы (Барнаул)
Площадь Свободы — старейшая площадь Барнаула. Расположена в историческом центре города.
Площадь находится между улицами Ползунова, Пушкина и Социалистическим проспектом в Центральном районе Барнаула. До 1917 года носила название Соборная.

## История
Соборная площадь появилась в 1750-х годах, через несколько лет после основания города. В 1749 году был построен храм Святых Первоверховных апостолов Петра и Павла (Петропавловский собор) — главная церковь Колывано-Воскресенского горного округа. Петропавловский собор завершал перспективу Петропавловской линии (ныне улица Ползунова), образуя вокруг себя Соборную площадь. Собор располагался по диагонали площади и имел отдельно стоящую 22-метровую колокольню под шпилем с праздничными воротами. До 1772 года у Петропавловского собора действовало православное кладбище, на котором был похоронен изобретатель паровой машины Иван Ползунов (могила была утрачена в советское время), а также горные офицеры и специалисты сереброплавильного завода.
В июне 1771 года на месте старой церкви был возведён каменный собор Святых Первоверховных апостолов Петра и Павла — единственная в городе постройка в стиле барокко (архитектор Д. П. Макулов). А в 1872 году при соборе была построена часовня.
К началу XX века на площади располагались Соборная церковная школа, казначейство, Главное управление Алтайского округа, казармы, кинотеатр, женская гимназия и богадельня. Здесь же регулярно организовывался масляной базар.
В 1917 году Соборная площадь была переименована в площадь Свободы,
В течение первой половины XX века здесь проходили наиболее важные городские события, а сама площадь долгое время являлась административным центром Барнаула. В декабре 1919 г. установленные на площади пушки Белой Армии обстреливали наступавшие со стороны деревни Ерестной части красных партизан, а вскоре здесь состоялась торжественная встреча партизанской армии Мамонтова, а в 1920 году прошла первая демонстрация трудящихся Барнаула. В 1927 году на площади проходило празднование 10-й годовщины Октябрьской революции с парадом физкультурников, выступлением хора и театрализованными действиями. В 1935 году был разрушен Петропавловский собор.
В 1860—1980-х годах на её территории устраивались народные гулянья и проводились праздники — встреча Нового года, проводы зимы и т. д.
В 1953 году в угловой части сквера на площади Свободы установлен бронзовый бюст дважды Герою Советского Союза П. А. Плотникову. Бюст возвышается на 3-метровом гранитном постаменте, украшенном рельефным изображением дубовой ветви (скульптор В. М. Терзибашьян и архитектор Н. Г. Минаева). Также на площади установлен бюст И. И. Ползунову.
В 2012 году было принято решение возобновить традицию встречи Нового года на площади Свободы, и городскую Новогоднюю ёлку 2013 года установили здесь, а не на площади Сахарова. Однако в последующие годы Новогодняя ёлка вновь вернулась на прежнее место.

## Современное состояние
В настоящее время перспектива площади раскрывается в сторону Старого базара и Нагорного парка. В 2002 году на площади сооружён торговый центр «Поместье», стилизованный под здания XIX века. На месте Петропавловского собора находится сквер с памятником жертвам политических репрессий, который был установлен в ноябре 2010 года после реконструкции площади.

## Галерея
- Памятник-бюст П. А. Плотникову в угловой части сквера на площади Свободы
- Мемориальная доска с указом о присвоении Плотникову П.А. звания дважды Героя Советского Союза.
- Памятник-бюст И. И. Ползунову на его могиле.